# Paul Reynaud
Paul Reynaud, född 15 oktober 1878 i Barcelonnette, Frankrike, död 21 september 1966 i Neuilly-sur-Seine, var en fransk högerpolitiker. 

## Biografi
Reynaud var deputerad 1919-24 och 1928-40, medlem av nationalförsamlingen 1946-62 samt minister vid flera tillfällen, bl. a. konseljpresident mellan den 21 mars och den 16 juni 1940 och finansminister 1938-40.
Reynaud fördömde eftergiftspolitiken före andra världskriget och var 1939 motståndare till att kapitulera inför tyskarna, utan förordade fortsatt kamp. Det var hans vägran att underteckna en kapitulation som ledde till att han ersattes av den samarbetsinriktade Philippe Pétain.
Åren 1940-45 satt han fängslad. Efter kriget bekämpade han de Gaulles Europapolitik och arbetade för ett vittgående västeuropeiskt samarbete.